# Dinamikus DNS
A dinamikus DNS röviden DDNS lehetővé teszi, hogy egy dinamikus IP-címmel rendelkező eszköz rögzített domain névvel rendelkezzen. 
A domainhez tartozó IP-címet tipikusan egy alkalmazás frissíti a DDNS szolgáltató szerverén. Ez az alkalmazás futhat a nyilvános IP-címmel rendelkező routeren (akár a firmware részeként is) vagy mögötte, a belső hálózathoz csatlakozó számítógépen. A számítógépre telepíthető alkalmazást a szolgáltató biztosítja. Hátránya a router beépített opciójával ellentétben, hogy az IP-cím csak akkor frissül a szerveren ha a gép be van kapcsolva és csatlakozik a helyi hálózathoz. Szabványos módja az RFC 2136-os dokumentumban van leírva. 
A címet a DDNS kiszolgáló úgy kapja meg, hogy a belső hálózatról az alkalmazás rendszeres időközönként elküld neki egy traceroute csomagot. Ez tartalmazza a nyilvános címet, amit a DDNS kiszolgáló ezek után nyilvánosságra hoz a párosított domain névvel együtt. Helyes működéséhez szükség van az átjáró eszközre vonatkozó adminisztrátori hozzáférésre, hogy a port forwarding-ot vagy a DMZ-t stb. be lehessen állítani. Használatával a saját webkiszolgáló és/vagy saját erőforrások elérhetővé válnak az internetről nyilvános fix IP-cím nélkül is.
Teljes IPv6 esetén nincs szükség dinamikus DNS konfigurálására.
Gyakran beállítható az internetszolgáltató által adott modemek, routerek gyári firmwarejében, ahol rendszerint csak egy vagy két szolgáltató közül lehet választani. Az OpenWRT, vagy a DD-WRT használata esetén az összes fontosabb DDNS szolgáltató igénybevétele megoldható, akár egyszerre több is.

## Fontosabb DDNS-szolgáltatók
Bár a legtöbb dinamikus DNS-szolgáltató fizetős szolgáltatást nyújt, számos szolgáltatónak van ingyenes alternatívája. Ezek legtöbbször korlátozott számú vagy hamarabb lejáró (al)domain nevet és/vagy kevesebb opciót biztosítanak (pl.: MX-rekordok hiánya, nincs VPN stb.).
Ingyenes lehetőséget biztosító szolgáltatók (a teljesség igénye nélkül):
- No-IP.com (van fizetős szolgáltatása)
- DNSdynamic.org
- Dynu.com
- ChangeiP.com (van fizetős szolgáltatása)
- afraid.org